# 馬場町紀念公園
馬場町紀念公園是位於臺灣臺北市萬華區的公園。東臨中正河濱公園、西憑華中河濱公園、南靠新店溪、北側以水源路和青年公園相鄰。

## 簡介
馬場町為台灣日治時期台北市之行政區，該町主要是軍事訓練之「台北練兵場」，用來操練步兵和騎兵之用，當時練兵場也作機場使用，相對於松山機場，所以又稱為「台北南機場」。該町約為今日萬華區南部濱新店溪之區域，青年公園（原練兵場）一帶，今中華路二段、泉州街（崁頂）、水源路之一部均在町內。即今青年公園、南機場國宅一帶。
馬場町的河堤邊是戒嚴時期用來槍決政治犯的著名刑場。80年代，這裡改變成「跑馬場」，飼養馬匹，也訓練馬術人員，但多是官家使用。1998年，時任台北市長陳水扁決定在馬場町、六張犁設立「馬場町紀念公園」。2000年，位於馬場町之紀念公園落成，台北市長馬英九定名為「馬場町紀念公園」。2020年3月6日，臺北市文化局以「馬場町刑場」將公園登錄為史蹟。
現在的馬場町紀念公園已不復見當年的森嚴和肅殺，可以在這裡騎單車，欣賞新店溪河岸景觀、看夕陽、溜狗散步，成為市民的休憩寶地。

## 園內設施
- 河濱自行車道

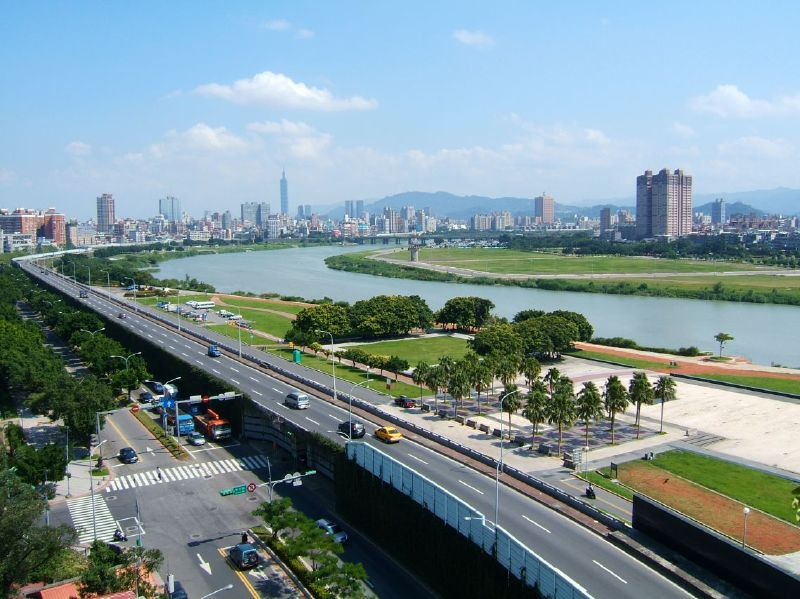
鄰近新店溪畔

- 停車場：位於本園東北方的一座小型平面停車場。
- 連接天橋：連結青年公園，方便人民在這兩座公園移動。（有電梯，人與腳踏車都可以同時搭乘。）

## 戒嚴時期於此處被槍決者名單（部分）
- 張敏之，原山東煙台聯中校長，澎湖七一三事件後與師生人數共七人在馬場町被槍決。
- 林正亨，由妹妹介紹參加中國勞動協會並加入中國共產黨，1946年返台進行地下工作，1949年組織遭破獲，首位被依二條一（懲治叛亂條例）判死刑槍決的台籍人士。
- 黎子松，廣東省東莞縣人，中國共產黨員，曾擔任新竹縣立中學國文教師，任教期間成立「社會主義青年大同盟」，受傅煒亮案之影響，組織遭破獲並判死刑。
- 傅煒亮，台灣大學工學院機械系肄業，由羅吉月吸收加入省工委台大工學院支部，受王超倫領導，四六事件後返鄉仍參與台大工學院支部活動，遭妻子檢舉，因叛亂案而遭判死刑。
- 李友邦，因朱諶之曾拜訪其妻顏秀峰，而遭指控涉及蔡孝乾匪諜案，被判死刑。
- 宋斐如，臺灣省行政長官公署教育處副處長，在二二八事件中遇害。
- 區嚴華[1]，宋斐如的妻子，曾助陳文彬逃走。
- 李中志，由老台共廖瑞發引介加入共產黨，成為省工委台北市工委會委員發展組織，因紅旗雜誌遭檢舉被逮捕，並牽連延平中學校長及多名教員，遭判死刑。
- 李蒼降，蘆洲公學校教師，1947年參與成立新民主同志會加入基隆市工作委員會，1950年10月14日槍決。
- 簡吉，日治時期老台共，1949年10月出任中國共產黨臺灣省工作委員會山地工作委員會書記。1950年，簡吉被捕，判處死刑
- 黃溫恭，外科醫師、牙醫師，1952年，因涉入省工委燕巢支部案，自首後原判十五年，但被蔣中正下令槍決。
- 許強，戰後曾任台大醫院內科主任，因參與共產黨地下組織活動被槍斃(其妻劉順娣為當時台灣罕見的留日女醫；與其子許達夫亦為醫師）
- 朱谌之，本名朱楓，1949年為中共華東局指派來台執行祕密任務被捕，1950年6月10日16点30分，中共地下党员朱谌之45岁时被押赴刑场，在台北马场町行刑，朱谌之身中6枪而亡，1983年被中共追認為革命烈士。[2]
- 沈鎮南、林良桐，台灣糖業公司總經理與人事室主任。
- 吳石，原国防部中将参谋次长，中華人民共和國革命烈士。
- 陈宝仓，原联勤总部第四兵站中将总监，中華人民共和國革命烈士[3]。
- 聂曦，吳石的副官。
- 王正均，吳石的副官。
- 刘晋钰，原台湾电力公司总经理。
- 嚴惠先，台灣省電力公司經理處採購課外購股代理股長。
- 郭琇琮，由蔡孝乾引介加入共產黨，成立省工委台北市工委會發展組織，引薦許強、胡寶珍等醫師加入共產黨，台北市工委遭瓦解後遭判死刑。
- 鍾浩東，加入省工委並成立基隆市工作委員會支部擔任書記，發行《光明報》，光明報事件曝光後遭到逮捕，1950年10月5日判死刑。
- 李水井，二二八事件後加入中國共產黨，學工委要角，領導至少150個組織地位僅次於蔡孝乾，中共在臺組織瓦解，李水井招供並遭判死刑。
- 鄭文峰，台南縣人，時年二十二歲，台大法學院學生，由陳炳基及葉城松吸收加入共產黨，擔任台大法學院支部委員及省工委學工委小組長，學工委案與李水井等同判死刑。
- 楊廷椅，擔任台大法學院支部委員及省工委學工委小組長，學工委案與李水井等同判死刑。
- 陳水木，高雄市人，時年二十六歲，省立師範學院畢業。
- 黃師廉，台南縣人，時年二十八歲，嘉義朴子國校教員。
- 陳金目，台南市人，時年二十七歲，省立師範學院畢業。
- 賴裕傳，高雄市人，時年二十二歲，省立師範學院畢業，高雄商業職業學校教員。
- 王超倫，台北市人，二十四歲，台大工學院肄業擔任。台大工學院支部委員及省工委學工委，學工委案與李水井等同判死刑。
- 吳瑞爐，台中縣人，時年二十三歲，省立師範學院畢業，雲林斗南中學教員。
- 葉盛吉，台南縣人，時年二十八歲，台大醫學院畢業，省立潮州瘧疾研究所醫師受醫學院學生自治會長劉沼光介紹加入共產黨，任台大醫學院支部領導，1950年蔡孝乾變節後，中共在臺組織瓦解，遭判死刑。
- 鄭澤雄，澎湖縣馬公街人，二十五歲，畢業於省立師範學院，時任澎湖水產學校英語教師，1950年被捉走前夕，其日本籍妻子已有身孕，遺留遺腹女。
- 葉城松，因李登輝介紹加入新民主同志會，由新民主同志會創辦人之一的陳炳基介紹加入共產黨台灣省工作委員會，後擔任台大法學院支部書記，遭判死刑。
- 陳智雄，屏東人，日本派駐印尼外交官，日本戰敗後在印尼籍日本推動台獨運動，後遭特務綁架回台，因顛覆國家叛亂罪遭判死刑槍決。
- 何川，1947年5月由郭琇琮醫師吸收加入省工委，光明報事件後台南市工委會遭破獲，於1951年6月17日槍決於台北馬場町。
- 蔡瑞欽，台灣第一批公費留學生，1947年由何川吸收加入共產黨，擔任台南地區工委會朴子小組長，於1951年5月21日槍決於馬場町。
- 張璧坤，1950年2月擔任省工委台大法學院支部書記，1950年後與葉城松等人隱蔽於嘉義山區，1954年被捕，於1956年9月26日槍決於台北馬場町刑場。
- 歐振隆，因同學張璧坤介紹加入省工委台大法學院支部，於1952年保安司令部判決死刑。
- 吳乃光，1946年奉中共華南局指示赴台發展組織，曾任教於嘉義農校，之後前往屏東開書店繼續從事宣傳，1951年遭親友檢舉逮捕，1952年11月19日槍決於馬場町刑場。
- 吳思漢，1949年7月加入台北市工作委員會擔任工委，後因《光明報》曝光遭到逮捕，1950年11月28日槍決於馬場町刑場。
- 唐志堂，汐止軍民合作站書記，隨李蒼降加入省工委基隆市工委，領導汐止支部，光明報事件後組織被破獲遭到逮捕，1950年10月14日槍決於馬場町。
- 徐會之，中華民國陸軍中將，1950年3月由中共派遣自港赴台從事情報工作，蔡孝乾變節後徐會之自首，仍於1951年11月18日被槍決於台北馬場町刑場。
- 尤柳門，具軍統、日本特務、漢奸、中共華東區台灣工委會福建分會委員多重身分，1954年被判處死刑，1955年3月21日槍決於馬場町。
- 黃榮燦，版畫家，以作品《恐怖的檢查》對二二八事件受難者表示同情，1952年被捕並以叛亂罪名槍決 [4]。
- 梁真忠，1953年6月至西莒反共救國軍閩北地區司令部服勞役，因煽惑同僚佔領全島，劫持艦艇投共等事未果遭判死刑。
- 黃賢忠，1946年來台應聘於義民中學擔任教師，1949年受姚錦、黎明華推薦加入省工委中壢支部，1951年7月遭逮捕獲判死刑。
- 陳蓮亭，受「中共福建省委會台灣解放工作委員會」林滔指派來台蒐集情報，1950年3月遭逮捕被判處死刑，1952年3月3日槍決於馬場町。
- 施水環，台南郵局員工，因吳麗水案被誣為匪諜，誅連槍決[5]。
- 丁窈窕，施水環同事與好友，因同案被誣為匪諜，懷孕待產時被拘入獄，槍決時獄中尚餘一女[6]。
- 傅如芝、楊俊隆、吳聲達、楊慕容、游飛等13人，1956年因綠島再叛亂案原判無罪、感化或徒刑，經總統府與國防部退批回要求「嚴為複審」，軍法處即全部改處死刑[7][8][9]。

## 相關項目
- 戒嚴時期政治受難者紀念公園
- 六張犁亂葬崗（戒嚴時期政治受難者墓園）
- 景美人權文化園區

## 外部連結
- 馬場町紀念公園  臺北旅遊網 （页面存档备份，存于）
- 臺北市政府工務局水利工程處-馬場町河濱公園 （页面存档备份，存于）